# Josep Torrell i Juncosa

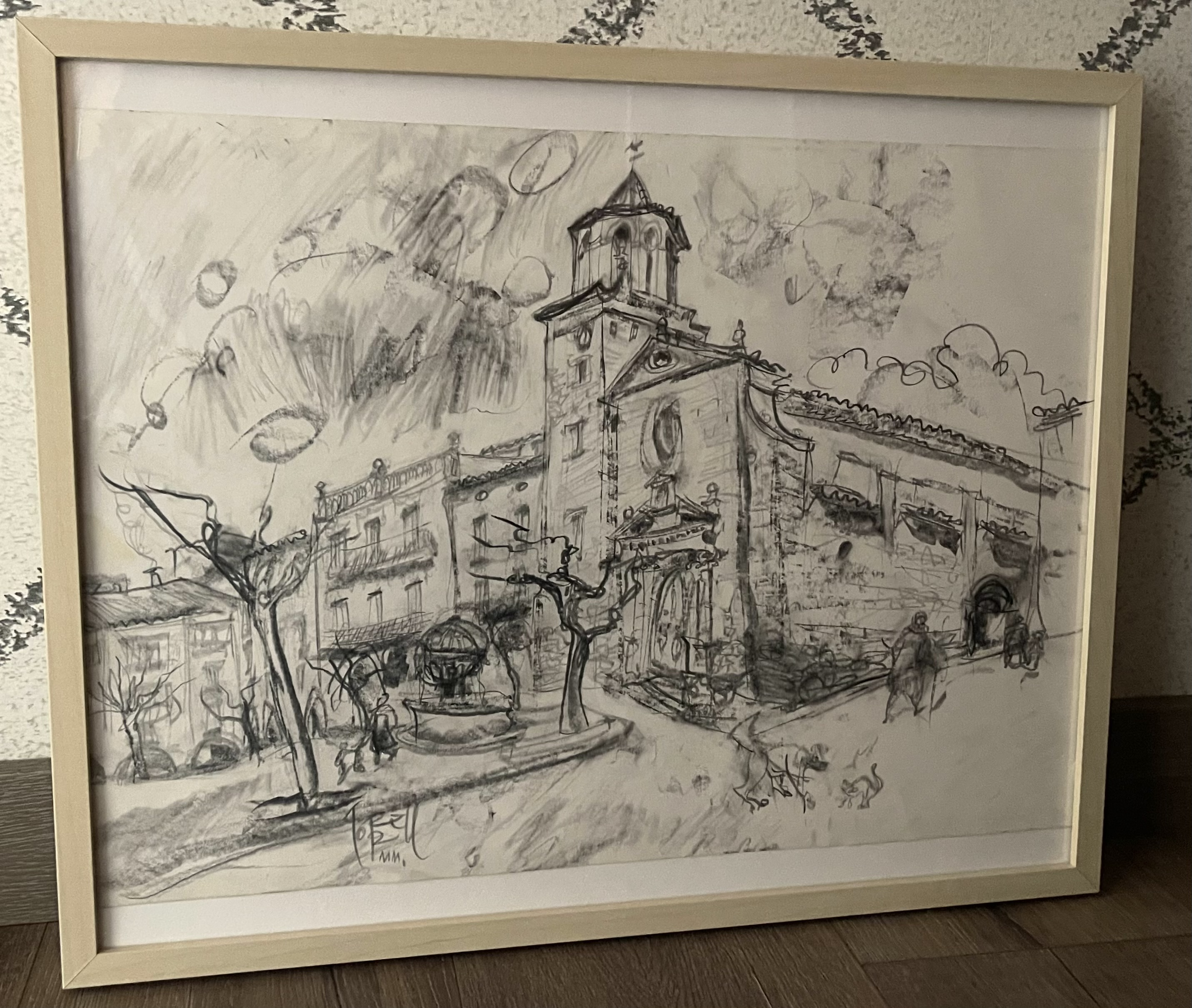
Plaça de Prades, Baix Camp. J. Torrell.

Josep Torrell i Juncosa (Reus, 1926 - Prades, 2022) va ser un pintor rellevant a causa de les formes que utilitzava a les seves obres les quals difereixen de la realitat amb una marcada conceptualització diferida.
De molt jove, Torrell ja va sentir l'afició pel món de l'art i va estudiar dibuix i pintura a l'escola d'Art del Centre de Lectura de Reus. Va assistir a l'escola de dibuix d'Ismael Balanyà. Va completar la seva formació a París, on va viure en diverses etapes de la seva vida i va utilitzar diferents estils i tècniques. També va residir en altres països d'Europa com Anglaterra i Dinamarca. Va tenir una estrena relació amb l'artista Antoni Català Gomis. Amb ell va fer les primeres passes en el món del dibuix i la pintura.
L'any 1952 va fer la seva primera exposició a Lleida, seguida d'altres exposicions, com ara Tarragona (1954), Reus (1954) o Tortosa (1955), i formà part, l'any 1969, del Jurat Qualificador del I Concurs de pintura i dibuix ràpids de Reus. Pintà durant uns anys pintura a l'oli. També va realitzar diverses exposicions de dibuixos, tant en oli com carbonet i altres elements pictòrics. Els seus dibuixos compten amb formes que difereixen de la realitat amb símbols completius en parts d'aquests com les ombres i silueta marcada.
La tècnica de dibuix al carbonet utilitzada per Torrell segurament provenia de l'anomenat "cartó" dibuixos de petit format que es realitzen per la valoració del color, del clar i fosc, per disposar d'una visió acurada de com havia de quedar el fresc sobre l'argamassa. Aquesta tècnica la va aplicar modificant aspectes com el clar i fosc de les ombres entre d'altres per dur a terme les diferenciades obres amb carbonet.
Cal destacar que va sustentar-se tota la vida de les obres d'art. Va morir a Prades sense família coneguda. Les seves obres estan distribuïdes en diversos espais públics i privats de Catalunya.

## Obres
- Monestir de Sta. Maria de Poblet (Conca de Barberà).[7][8]
- Quatre postals de pintures de Josep Torrell i Juncosa, "Cinglera" Siurana (Priorat), "La Marine" Seta (França), "Rovellons i Pinatells", "Carrer" La Selva del Camp.[9][10]
- Torrell, Josep «Pintura del presbiteri de Santa Maria de Capafons». Quaderns de Capafonts, 16, 2010, pàg. 11–22. ISSN: 2696-2365.

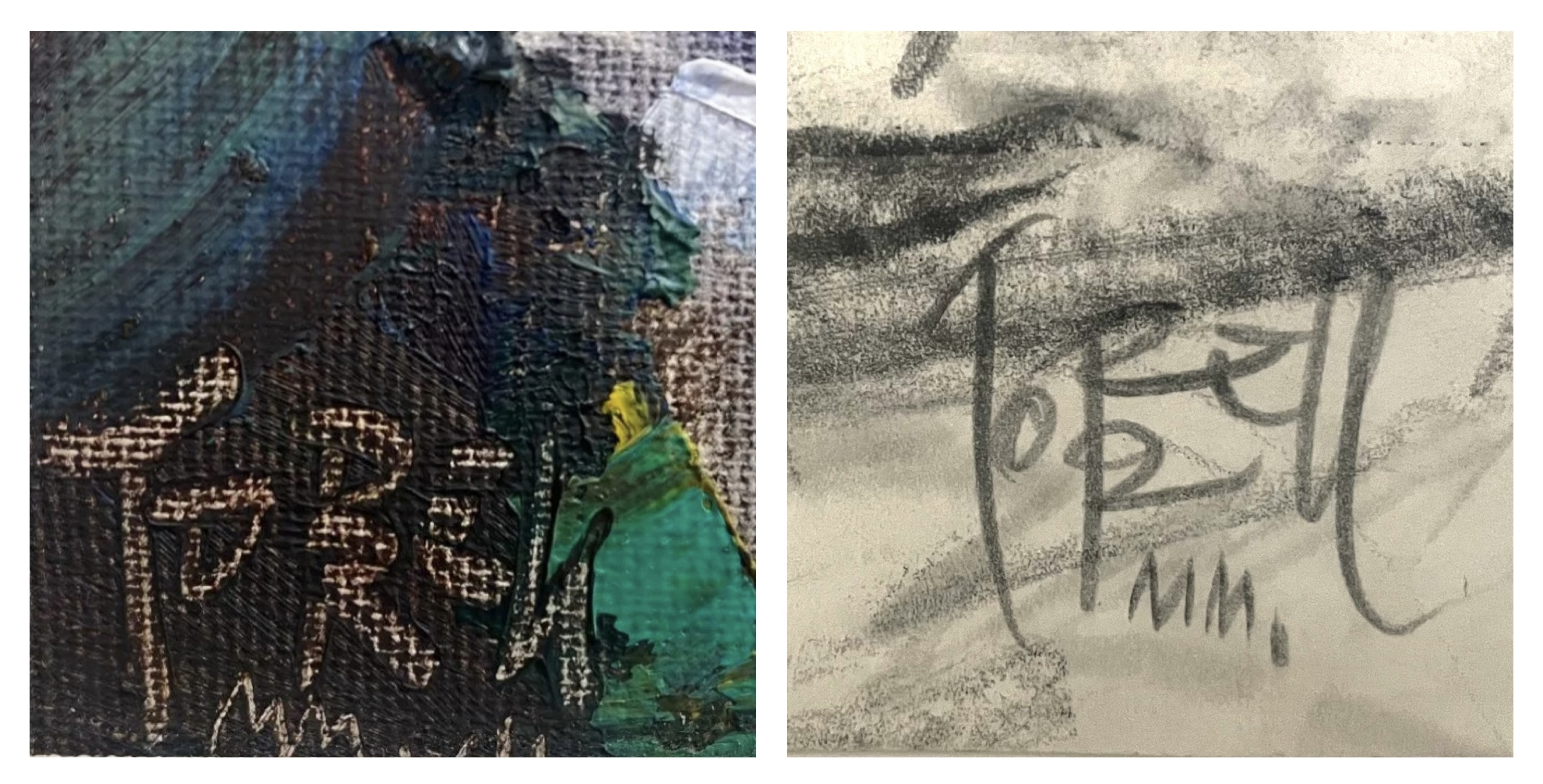
Firmes de Josep Torrell Juncosa, a l'esquerra en oli i a la dreta en carbonet.

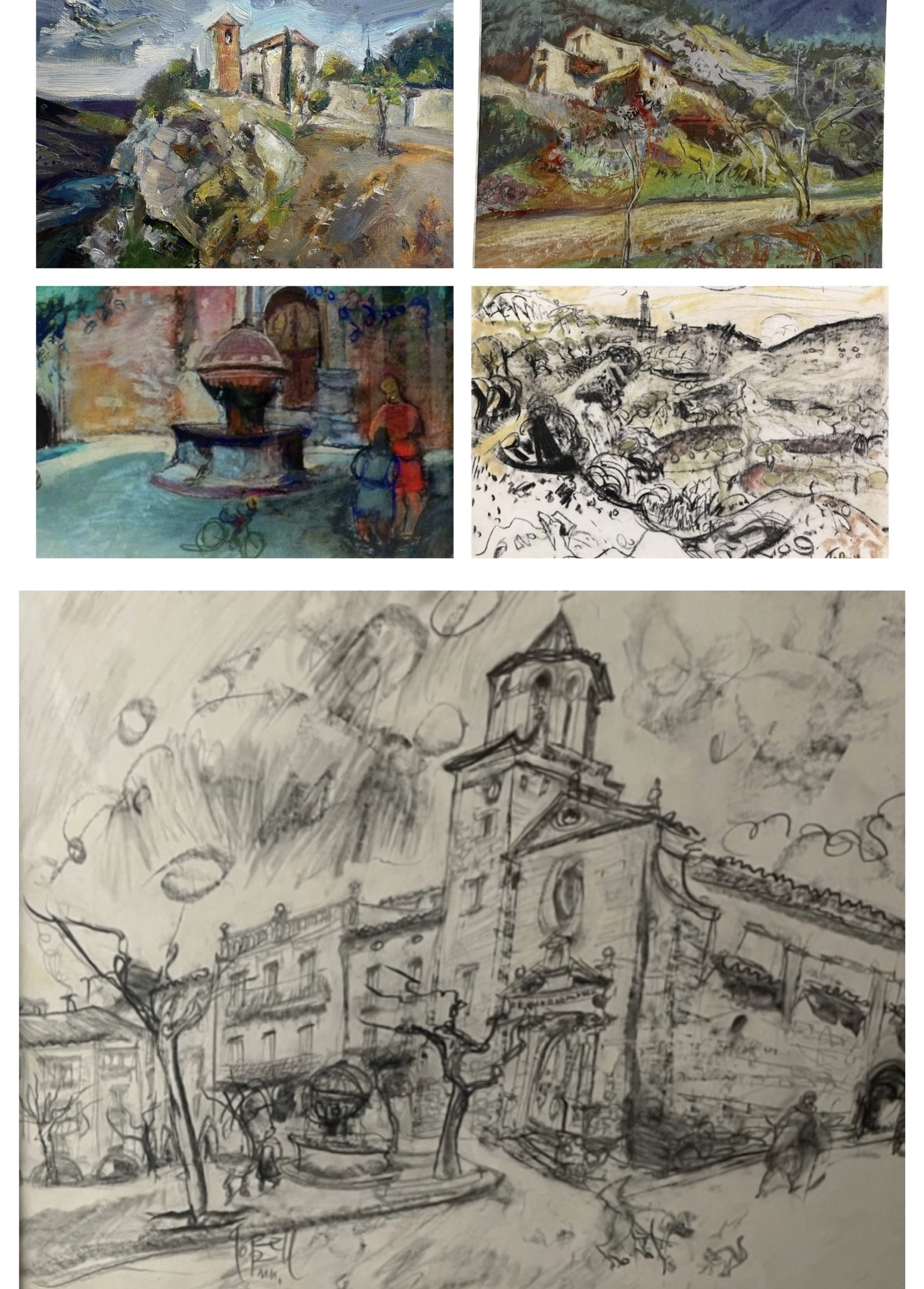
Olis i dibuixos diversos. Els primers corresponen a Siurana seguidament la font de Prades, Ulldemolins i la plaça de Prades.